# Clayton Mountain
Der Clayton Mountain ist ein Berggipfel im Shoshone National Forest im Nordwesten des US-Bundesstaates Wyoming. Sein Gipfel hat eine Höhe von 3112 m und ist Teil der Absaroka Range in den Rocky Mountains. Er liegt südlich des North Fork Shoshone River und des U.S. Highway 14, einige Kilometer östlich des Yellowstone-Nationalparks. Im August 1937 wurden an den Westhängen des Clayton Mountain 15 Feuerwehrleute getötet, als sie das Blackwater Fire bekämpften. Der Gipfel wurde nach dem Ranger Alfred G. Clayton des United States Forest Service (USFS) benannt, der zusammen mit Mitgliedern seiner Crew während des Brandes ums Leben kam. 1938 wurden zwei Gedenkstätten vom Civilian Conservation Corps (CCC) am Westhang des Clayton Mountain errichtet, um an die Orte zu erinnern, an denen Mitglieder des CCC und des USFS umkamen.

## Belege
1. ↑  Geonames: Clayton Mountain. Abgerufen am 8. Januar 2021.
2. ↑  Staff Ride to the Blackwater Fire. Wildland Fire Leadership Development Program. Archiviert vom Original am 30. Juni 2013; abgerufen am 8. Januar 2021.  Info: Der Archivlink wurde automatisch eingesetzt und noch nicht geprüft. Bitte prüfe Original- und Archivlink gemäß Anleitung und entferne dann diesen Hinweis.
3. ↑  Summitpost: Clayton Mountain : Climbing, Hiking & Mountaineering : SummitPost. Abgerufen am 8. Januar 2021.